# Zopherus xestus
Zopherus xestus là một loài bọ cánh cứng trong họ Zopheridae. Loài này được Triplehorn miêu tả khoa học năm 1972.